# Gare de Hantsport
La gare de Hantsport, est une gare ferroviaire canadienne, située à Hantsport en Nouvelle-Écosse. 
Elle a été construite en 1944 pour remplacer l'ancienne gare détruite par le feu l'année précédente et a été successivement utilisée par les compagnies de chemin de fer Dominion Atlantic Railway, puis Windsor and Hantsport Railway.
Elle est fermée au service voyageurs.  C'est une gare patrimoniale.

## Patrimoine ferroviaire
Gares patrimoniales du Canada.